# Улица Ушинского (Симферополь)
Улица Ушинского — улица в Центральном районе Симферополя. Названа в честь педагога Константина Ушинского. Общая протяжённость — 270 м.

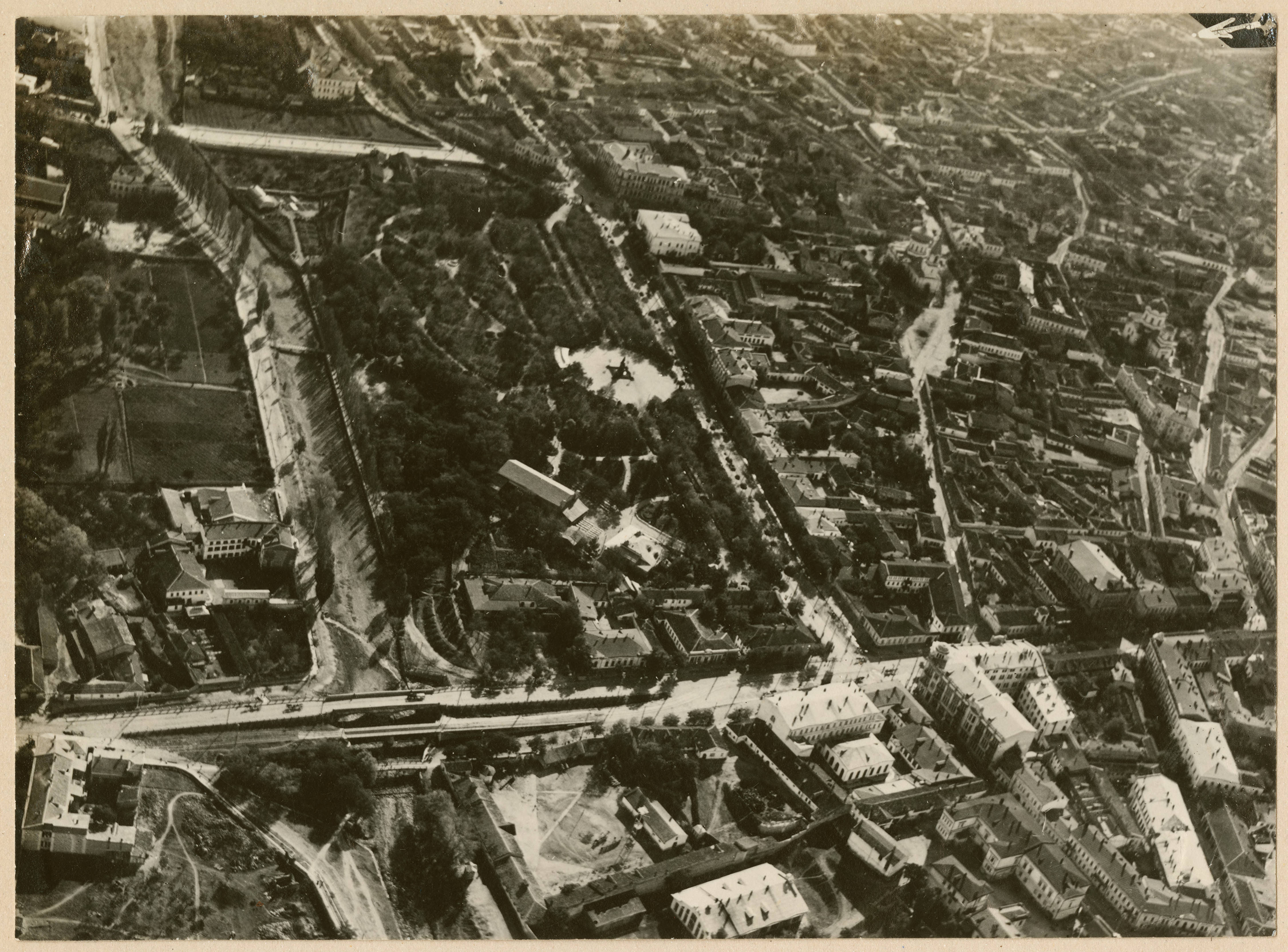
Гимназический переулок (внизу справа) на немецком аэрофотоснимке 1918 года, напротив здания костёла и Хоральной синагоги

## Расположение

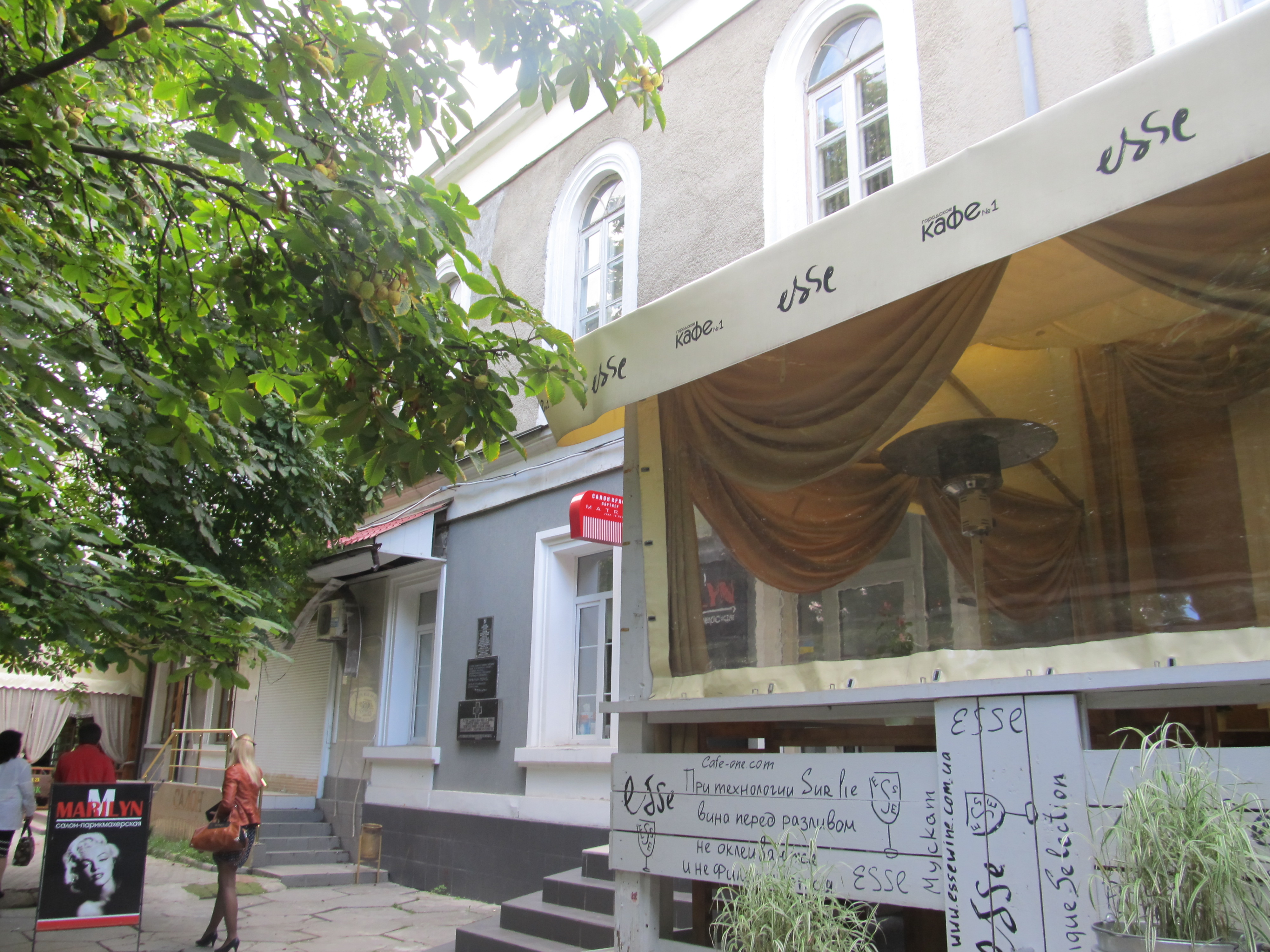
Здание бывшей женской гимназии, 2013 год

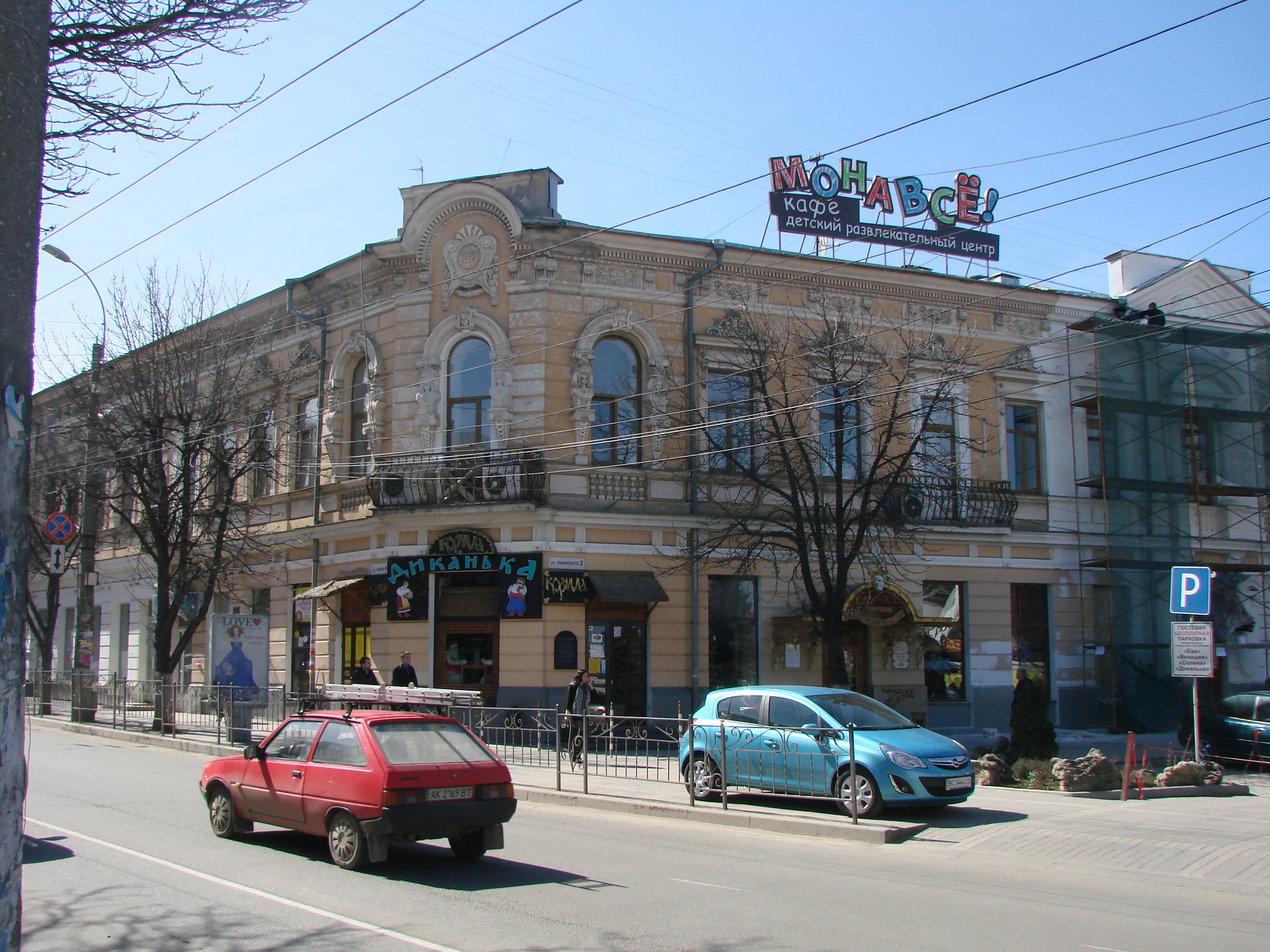
Доходный дом Ю. Д. Сарибана, 2013 год

Улица берёт начало от проспекта Кирова и заканчивается на перекрёстке с улицами Серова и Александра Невского. Пересекается с улицей Пушкина. Вдоль улицы расположен сквер имени 200-летия Симферополя. Общая протяжённость улицы составляет 270 метров.

## История
Первоначально улица являлась Гимназическим переулком, поскольку в доме № 4 размещалась женская казённая гимназия, а с 1908 года — частная женская гимназия Е. И. Оливер. В 1876 году над зданием гимназии был достроен третий этаж, в связи с чем гимназия стала первым трёхэтажным строением в Симферополе. Тем не менее, позднее, из-за угрозы разрушения, третий этаж был разобран. В межвоенное время по Почтовому переулку, 4 располагалась средняя школа № 11 имени Ивана Папанина.
В мае 1924 года Гимназический переулок был переименован в Почтовый. Здание главпочтамта, в честь которого получил название переулок, пострадало во время Великой Отечественной войны и позднее было разобрано. В 1982 году главпочтамт был построен на соседней улице Александра Невского.
Во время немецкой оккупации в 1941—1944 годах сохранила своё название (нем. Postgasse). В 1946 году переулок был преобразован в улицу и назван в честь педагога Константина Ушинского, который бывал в женском училище. После смерти большевика Ивана Васильевича Попова в доме на углу улиц Пушкина и Ушинского была установлена мемориальная табличка с текстом: «Здесь в 1955—1961 гг. жил член ленинской партии с 1904 г., делегат V (Лондонского) съезда РСДРП (б) Попов Иван Васильевич».

## Здания и учреждения
- № 2 — Доходный дом Сарибана
- № 4 — Здание частной женской гимназии Е. И. Оливер[2]

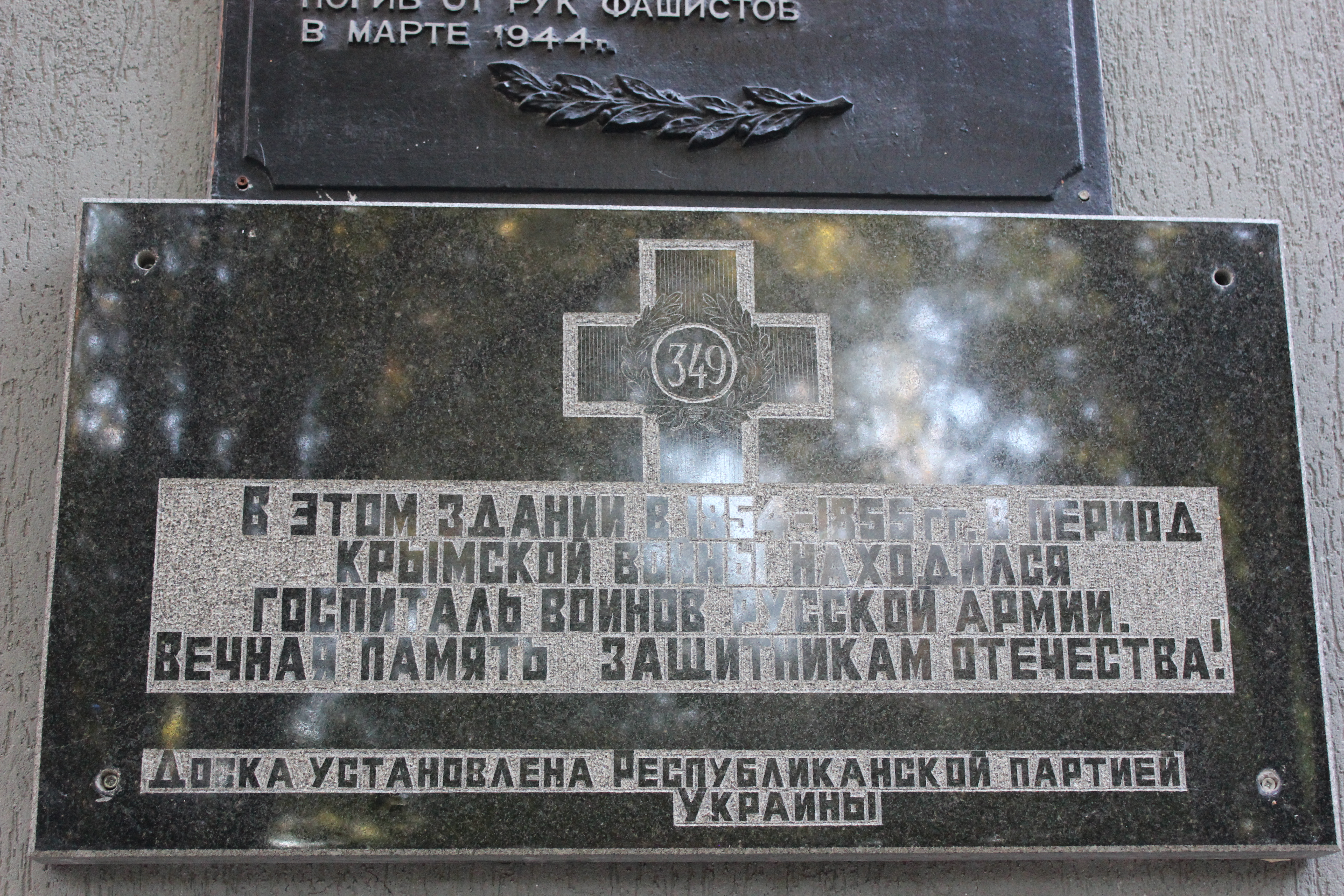
Мемориальная доска на здании бывшей женской гимназии
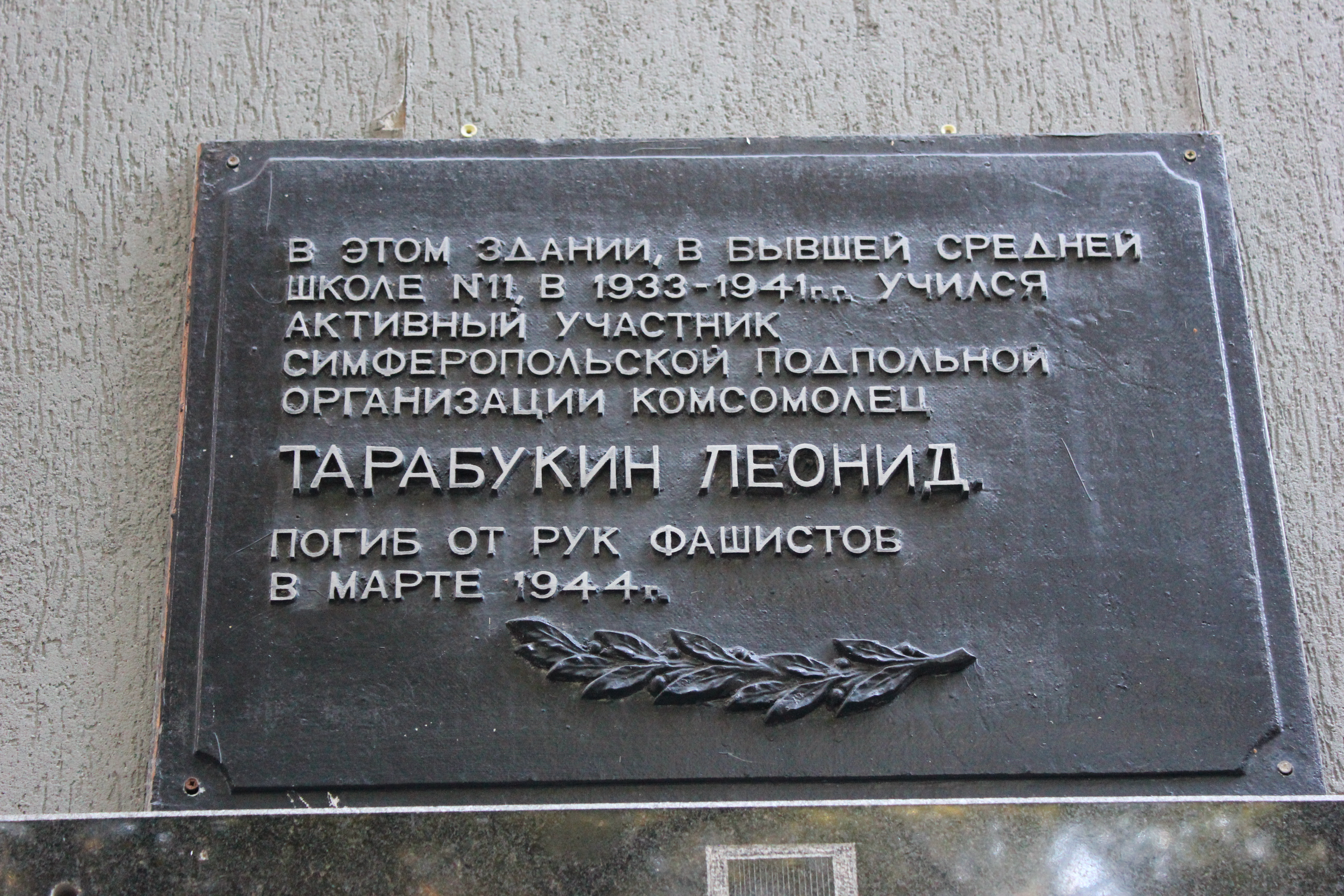
Мемориальная доска Леониду Тарабукину на здании бывшей женской гимназии